# Ruth Hesse
Pour les articles homonymes, voir Hesse.
Ruth Hesse, née le 18 septembre 1936 à Wuppertal (gau de Düsseldorf, province de Rhénanie) et morte le 13 juillet 2024 à Hallstatt (Haute-Autriche), est une cantatrice mezzo-soprano allemande.

## Biographie
Ruth Hesse naît le 18 septembre 1936 à Wuppertal. Elle suit d'abord les cours de Peter Offermanns à Wuppertal, puis de Hildegard Scharf à Hambourg et enfin étudie à Milan.
Elle chante pendant 23 ans au Staatsoper de Vienne et aux festivals de Bayreuth et de Salzbourg. La chanteuse d'opéra allemande reçoit la médaille culturelle du Land de Haute-Autriche et passe la fin de sa vie au bord du lac de Hallstatt.
Elle meurt le 13 juillet 2024 à l'âge de 87 ans, à Hallstatt (Haute-Autriche).